# Meerkerk
Meerkerk è un villaggio di circa 3.700 abitanti del sud-ovest dei Paesi Bassi, facente parte della provincia dell'Olanda Meridionale e situato nella regione dell'Alblasserwaard. Dal punto di vista amministrativo, si tratta di un ex-comune, dal 1986 inglobato nella municipalità di Zederik, di cui è il capoluogo.

## Geografia fisica

### Collocazione
Meerkerk si trova nella parte sud-orientale della provincia di Olanda Meridionale, quasi al confine con la provincia della Gheldria e a circa metà strada tra Leerdam e Nieuwpoort (rispettivamente a nord-ovest della prima e a sud-ovest della seconda).

### Suddivisione amministrativa

#### Buurtschappen
- Bazeldijk[1]
- De Burggraaf[1]
- Weverwijk[1]

## Stemma
Lo stemma di Meerkerk è formato da quattro righe orizzontali gialle alternate con tre righe orizzontali nere, con una corona. L'origine di questo stemma è sconosciuta.

## Edifici e luoghi d'interesse

### Watertoren
Tra i principali edifici di Meerkerk, figura la Watertoren, edificio situato al nr. 18 della Burgemeester Sloblaan e risalente al 1935-1936. Si tratta di un monumento protetto, classificato come rijksmonument nr. 515486.

### Chiesa protestante
Al nr. 3 di Kerkstraat, si trova invece la chiesa protestante, risalente al 1832. L'edificio è classificato come rijksmonument nr. 28422.

### Mulino Stijve
Altro edificio d'interesse è il mulino Stijve, un mulino a vento risalente al 1665.

## Sport
- SV Meerkerk, squadra di calcio[8]
- Volley '95 Meerkerk, squadra di pallavolo femminile[9]

## Galleria d'immagini

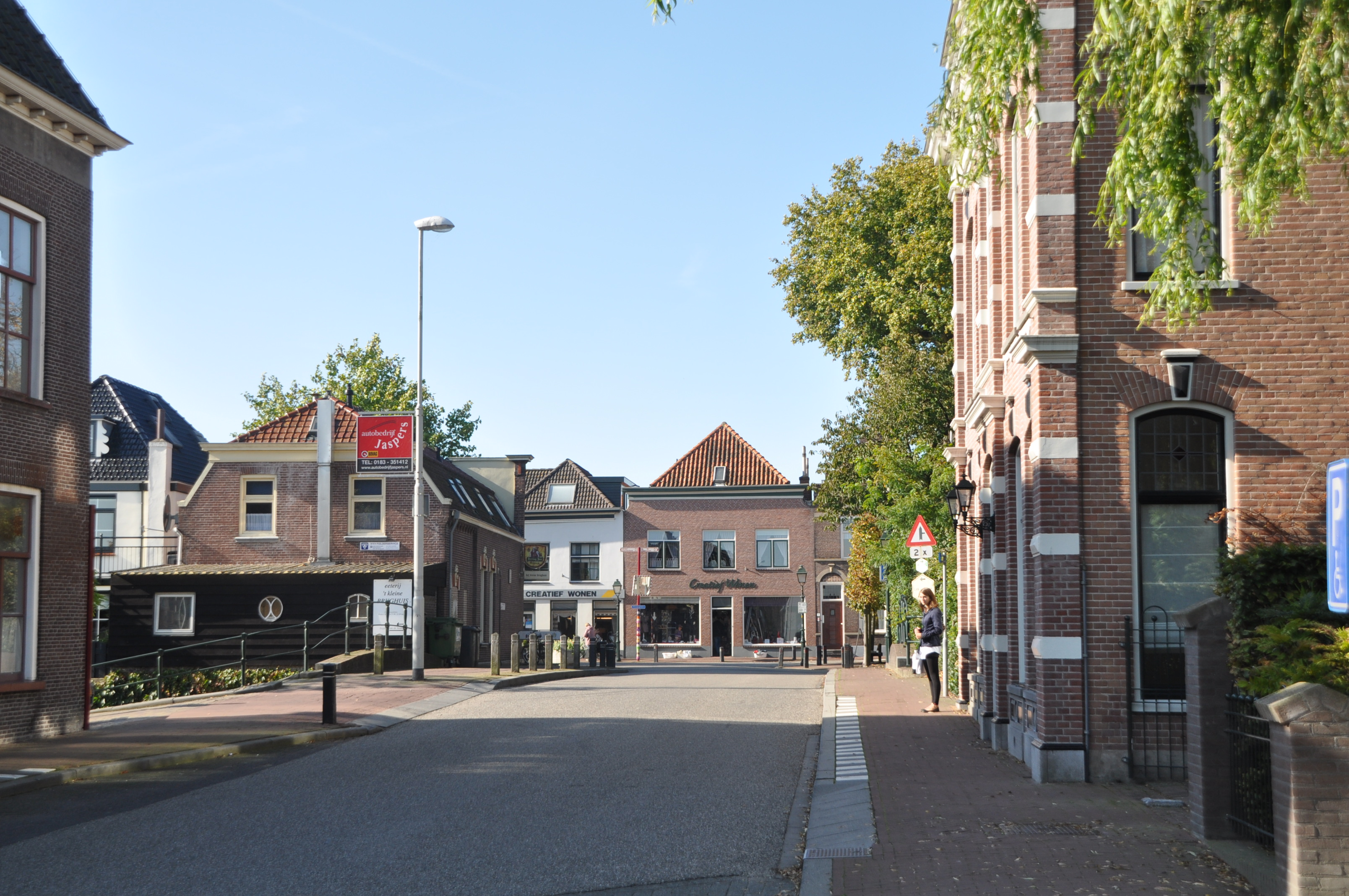
Meerkerk: la Tolstraat
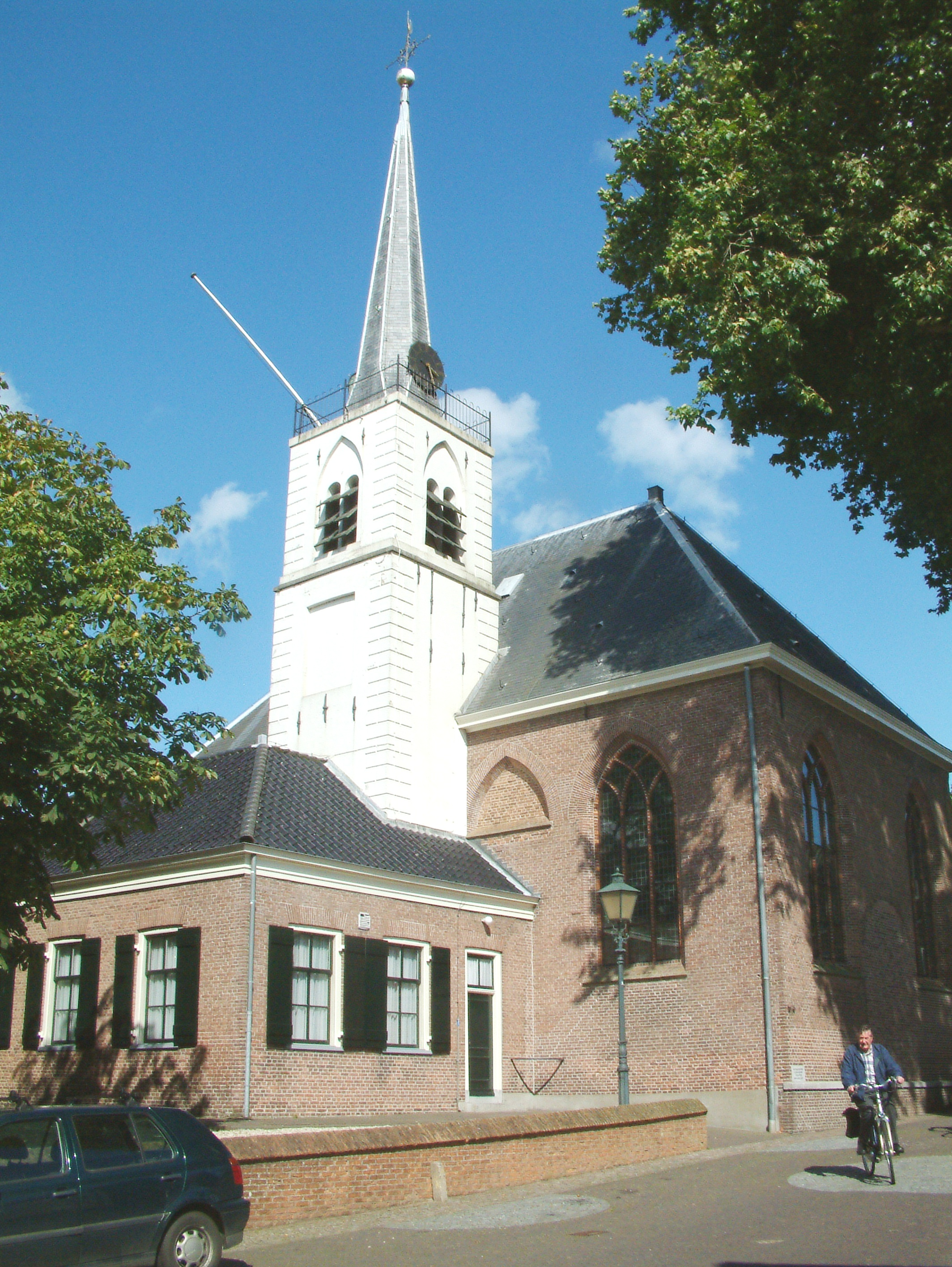
Meerkerk: la chiesa protestante
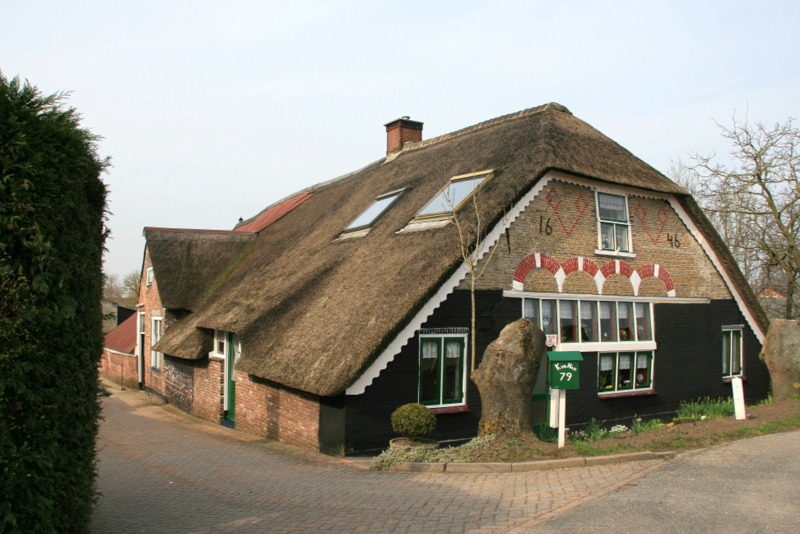
Meerkerk: fattoria classificata come rijksmonument al nr. 79 di Zouwendijk
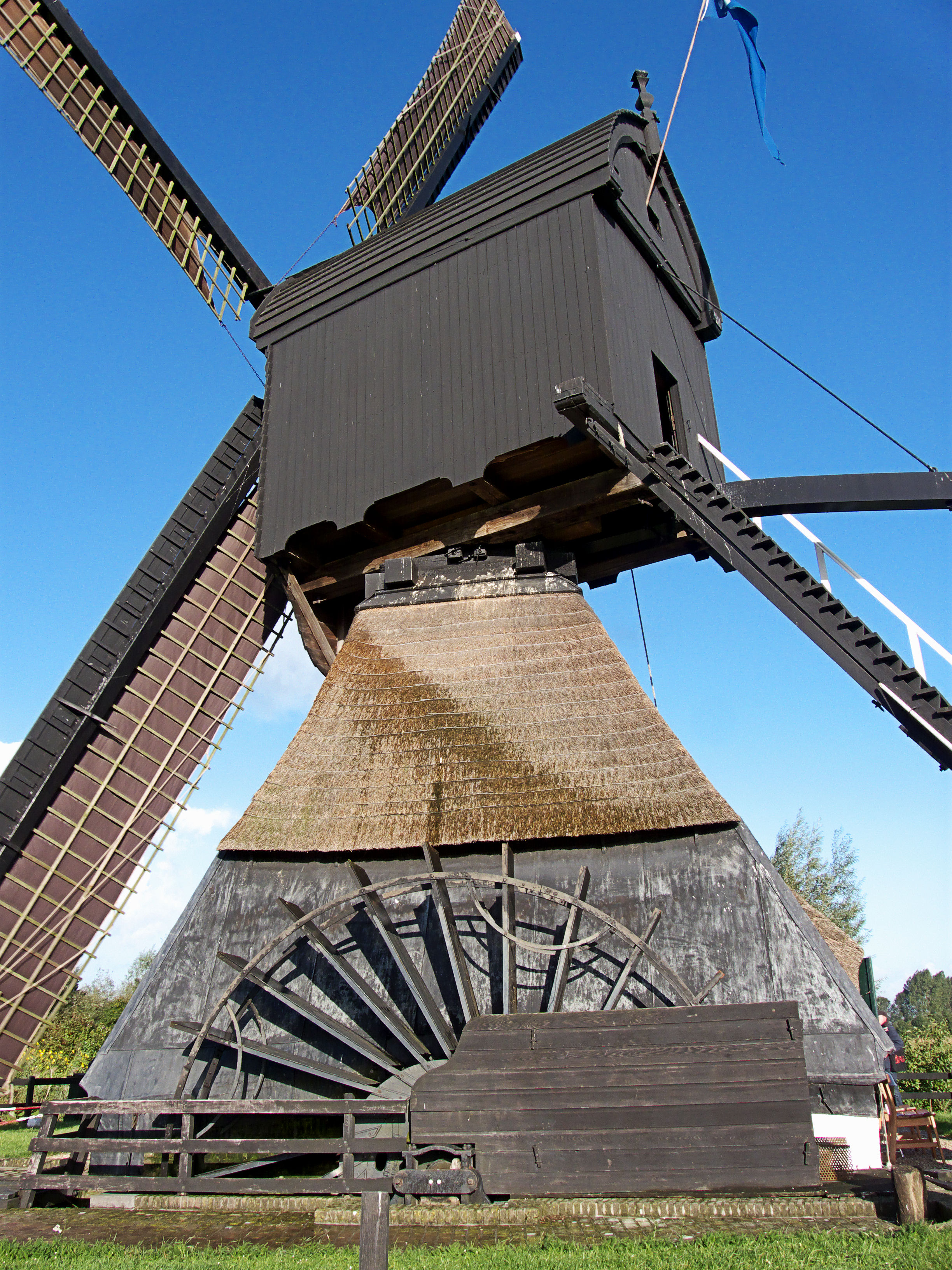
Meerkerk: il mulino Stijve
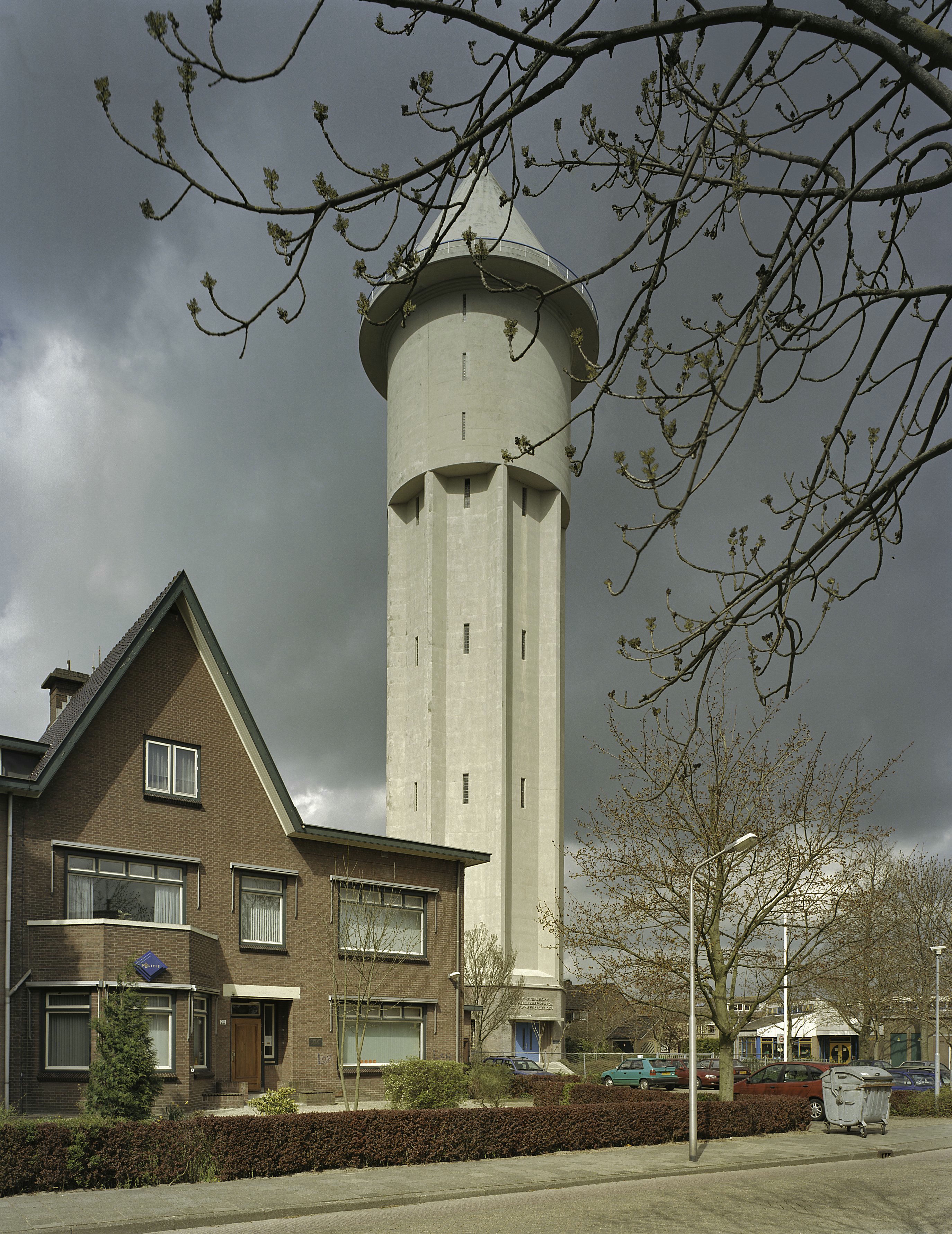
Meerkerk: la Watertoren